# Le Château solitaire dans le miroir
Le Château solitaire dans le miroir (かがみの孤城, Kagami no kojō) est un roman japonais écrit par Mizuki Tsujimura et publié par Poplar Publishing en mai 2017. Une adaptation en manga dessinée par Tomo Taketomi est prépubliée dans le magazine manga seinen Ultra Jump de Shūeisha entre juin 2019 et février 2022. Ses chapitres sont assemblés en cinq volumes. Une adaptation en film d'animation du même nom produite par le studio japonais A-1 Pictures est parue le 23 décembre 2022 au Japon.

## Synopsis
Kokoro est une jeune fille en première année de collège qui fait l'école buissonnière à cause des mauvais traitements que réservent ses camarades de classe. Un jour de mai, alors qu'elle reste enfermée dans sa chambre, elle rencontre six collégiens dans une situation similaire à la sienne, dans un château dans le miroir de sa chambre. Des aventures à leurs côtés l'attendent,.

## Personnages
Kokoro (こころ)
Voix japonaise : Ami Tōma
La Reine Louve (Ōkami-sama) (オオカミさま)
Voix japonaise : Aina Ashida
Aki (アキ)
Voix japonaise : Sakura Kiryu
Rion (リオン)
Voix japonaise : Takumi Kitamura 
Kitajima-sensei (喜多嶋先生)
Voix japonaise : Aoi Miyazaki
Subaru (スバル)
Voix japonaise : Rihito Itagaki
Fūka (フウカ)
Voix japonaise : Naho Yokomizo
Masamune (マサムネ)
Voix japonaise : Minami Takayama
Ureshino (ウレシノ)
Voix japonaise : Yuki Kaji
Mère de Kokoro (こころの母, Kokoro no haha)
Voix japonaise : Kumiko Aso

## Production et supports

### Roman
Écrit par Mizuki Tsujimura, Le Château solitaire dans le miroir est initialement publié le 11 mai 2017 par Poplar Publishing. La société réédite le roman dans un format de poche en deux volumes en mars 2021.
En France, l'œuvre est éditée par Milan et paraît le 4 octobre 2022.

### Manga
Une adaptation en manga dessinée par Tomo Taketomi est prépubliée dans le magazine manga seinen Ultra Jump de Shūeisha entre le 19 juin 2019 et le 19 février 2022. Cinq volumes rassemblant les différents chapitres sont ensuite publiés de décembre 2019 à mai 2022. 
Une version française du manga est publiée par nobi nobi ! à partir du 3 mai 2023.

### Film d'animation
Une adaptation en film d'animation est annoncée le 24 février 2022. Elle est produite par le studio japonais A-1 Pictures et réalisée par Keiichi Hara, avec des scripts écrits par Miho Maruo, des conceptions de personnages gérées par Keigo Sasaki, qui joue également le rôle de directeur de l'animation en chef. La conception artistique du château est effectuée par Ilya Kuvshinov, et la bande originale est composée par Harumi Fuuki. Le film Le Château solitaire dans le miroir est diffusé pour la première fois au Japon le 23 décembre 2022, Yuuri interpréte la chanson thème du film Merry-Go-Round (メリーゴーランド, litt. « Manège »).

## Réception
En 2017, le roman se classe premier dans la liste des « livres de l'année » du magazine Da Vinci de Kadokawa. Il remporte également le grand prix des libraires du Japon en 2018.